# Cahítas

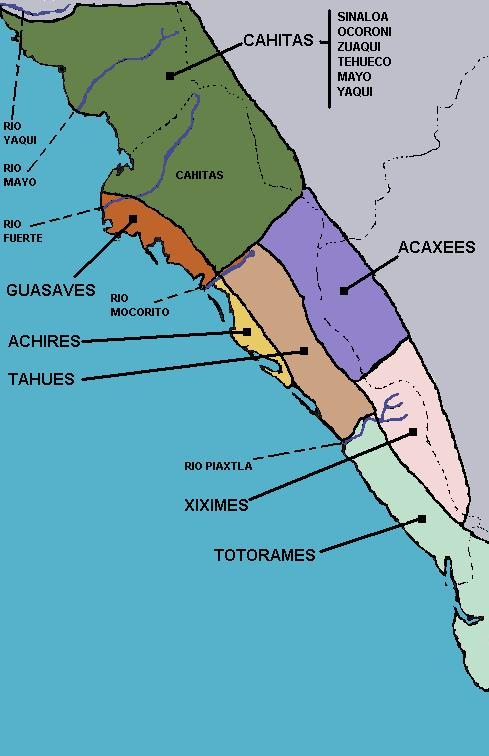
Sinaloa, en 1530.

Cahítas es un grupo de pueblos indígenas que habitaron entre los ríos Mocorito y Yaqui en el sur del estado de Sonoras y norte del de Sinaloa en México. Su cultura era menos desarrollada que los pueblos ubicados un poco más al sur, como los tahues y los totorames, ha quedado mayor información sobre ellos, debido a la labor evangelizadora llevada a cabo por los misioneros jesuitas, que redactaron numerosas relaciones que al día de hoy se conservan.

## Caracterización
Eran grupos seminómadas, sin un asentamiento fijo, pero se desplazaban por un territorio que defendían como propio. Aunque tenían elementos culturales comunes, los españoles los diferenciaron en subgrupos según la zona que habitaban o por la lengua que hablaban. Las lenguas pertenecían a la familia de lenguas uto-aztecas, pero la variedad de dialectos de las mismas permitió a los jesuitas distinguir naciones, palabra con la que designaban a un grupo indígena unificado en su lengua. Los jesuitas señalaron cinco naciones principales entre los cahítas, consideradas más importantes por el crecido número de familias que las formaban: sinaloa, ocoroni, zuaque, mayo y yaqui. Las tres primeras tenían sus territorios en los valles de los ríos Sinaloa y Fuerte; los mayos y los yaquis ocupaban territorios en los valles de los ríos que hoy llevan su nombre, precisamente: Mayo y Yaqui, cuyos cauces atraviesan el estado de Sonora.
Algunos de los pueblos cahítas que existieron en el estado de Sinaloa fueron los sinaloas, ahomes, ocoronis, bacoregüis, comoporis, basopas, níos, comanitos, bacubiritos, terabuitos, batacaris (o batucaris), tehuecos, zuaques, zoes (o tzoes), huites, yecoratos y oguiras.

## Territorio
Los cahítas fueron parte del área cultural de Aridoamérica; sin embargo, compartieron ciertas similitudes con los pueblos mesoamericanos, tales como el desarrollo de la agricultura y la siembra de maíz, frijol, calabaza y chile. El territorio cahíta comprendía desde el río Mocorito al sur hasta el río Yaqui al norte, la Sierra Madre Occidental por el este y la costa del Pacífico por el oeste. Se distribuían demográficamente entre cinco ríos: Mocorito, Sinaloa, Fuerte, Mayo y Yaqui, pero no establecieron fuertes vínculos entre ellos, debido al carácter desconfiado que los distinguía. Cada comunidad vivía libremente formando su comarca.

## Lengua cahíta
Una población civilizada, como era la de los nahuas, pudo ejercer su influencia a través de sus contactos sobre los grupos y tribus de la región. Según el testimonio de los padres misioneros que evangelizaron la provincia de Sinaloa, desde el río Mocorito hasta el Yaqui había gran cantidad de lenguas; sin embargo, la lengua principal era la cahíta.
En 1593, había tres lenguas en el río Mocorito; seis en el río Sinaloa; una con dos dialectos en el río Mayo; una con un dialecto en el río Fuerte y otra más en el río Yaqui. Con el transcurso de los años, toda esa gama fue desapareciendo, hasta que predominó y se hizo universal el uso de la lengua cahíta desde el río Sinaloa hasta el Yaqui.

## Tradición arqueológica cahíta
A la cultura material arqueológica, en la zona de influencia cahíta, recientemente (1937-1940 Ekholm) se le ha llamado “Tradición arqueológica Cahíta  o Huatabampo misma que ha sido fechada con base en 20 fechas de radiocarbono de diferentes sitios, que sitúan esta tradición entre 200 a. C. y 1450 d. C.
Los sitios afiliados se extienden desde el río Yaqui medio, cerca de Tónichi, Sonora hasta el río San Lorenzo, al sur de Culiacán, Sinaloa. El límite oriental de esta tradición lo define la bajada de la Sierra Madre Occidental, y su límite occidental, la costa. Esta tradición local y su periodo cerámico inicial está representado por la cerámica Huatabampo Café y Venadito Café, aproximadamente entre 200 a. C. y 200 d. C. principalmente de Mochicahui sin arquitectura doméstica, lo que indicaría que fueron hechas de jacal.

## Economía
Su economía se basaba en una agricultura de subsistencia que practicaban en las riberas de los ríos. Para cultivar se valían de un palo o bastón plantador, recto, de más de un metro, con el que hacían un pequeño agujero para dejar las semillas. Al crecer el río, las tierras se inundaban y los indígenas esperaban entonces que las plantas crecieran y los frutos maduraran para recogerlos. Aprovechaban hasta dos cosechas al año, que correspondían a las dos crecidas anuales de los ríos. Sembraban maíz, calabaza, chile y frijol, pero no acostumbraban a almacenar, por lo que, si se perdía una cosecha, debían recurrir a la caza y la recolección para alimentarse.
Sus constantes movimientos, que tenían como propósito la búsqueda de las riberas de los ríos y los lugares propicios para la siembra, así como sus desplazamientos cuando agotaban los recursos de una zona, se explican por la forma que tenían de practicar la agricultura.

## Organización política y social
Se organizaban en grupos de familias unidas por lazos de parentesco. Vivían insertados en un tipo de organización social básico, donde no reconocían más autoridad individual que la del caudillo militar en tiempos de guerra. La mayoría de estos indígenas eran monógamos, a pesar de que se permitía la poligamia y se aceptaba la disolución de la pareja, lo que ocurría frecuentemente.

## Organización militar
Un rasgo cultural muy marcado del pueblo cahíta era su belicosidad. Esta característica lo distinguía de otros pueblos de la región, como los tahues y los totorames. Sus principales armas eran la flecha, el arco y la macana; la flecha se fabricaba con una punta endurecida al fuego y se impregnaba de veneno, para darle mayor efectividad. Tenían por costumbre entrar al combate gritando y presentarse con el rostro y el cuerpo pintados y con adornos de plumas. Se valían de tácticas militares como trampas colocadas al paso del enemigo o los "albazos", es decir, ataques sorpresivos al alba.
La decisión de entrar en guerra era tomada por los adultos varones. Con este motivo reunían a la población y escuchaban el consejo de los ancianos y de los guerreros experimentados; fumaban tabaco, danzaban y bebían bebidas espirituosas, y luego cambiaban argumentos a favor y en contra de la guerra. El principal propósito de las guerras era recuperar las tierras ocupadas por otras tribus o resarcirse de un agravio. Después del triunfo en la batalla, celebraban la victoria comiéndose el cuerpo de algún enemigo de manera ritual; así pues, se elegía a quien se hubiera distinguido en la batalla por su coraje.

## Cosmovisión
El pueblo cahíta adoraba fuerzas naturales como el viento, el agua, la tierra, el rayo y el mar, a las cuales ofrendaba para pedirles buenas cosechas, una pesca abundante o una fructífera recolección. Sin embargo, creían en la existencia de un ser superior a todas estas fuerzas y que estaba por encima de todo lo creado. Sus ceremonias eran simples, sin rituales. Prestaban una atención especial a los curanderos, quienes administraban los remedios a los enfermos de manera eficaz, ya que tenían amplios conocimientos de herbolaria. Sus prácticas terapéuticas se rodeaban de ritos religiosos, por lo que los jesuitas llamaron hechiceros a estas personas, que actuaban como líderes políticos por el prestigio del que gozaban dentro del grupo.

## Vivienda y arquitectura
Vivían en chozas de varas, lodo y palma, como las de los tahues, construidas en sitios seguros, fuera del alcance de la creciente del río, pero cerca de las sementeras. El carácter práctico de su vivienda les permitía mudarse fácilmente cuando las circunstancias lo requerían, pues eran escasos los objetos que tenían que transportar, y las chozas se construían de nuevo en el lugar escogido.

## Industria
Eran alfareros; fabricaban objetos de cerámica de utilidad diaria y también para ritos funerarios, además de que elaboraban figurillas para otros fines como silbatos, y guardaban espacio en las patas de las ollas para introducir pequeñas bolas dentro que hacían sonidos al moverlas. 
Practicaban el hilado y tejido de algodón, por ser una planta silvestre en la región. Solían usar mantas tejidas como vestidos, aunque entre los hombres lo más común era la desnudez, y entre las mujeres el uso de faldones de algodón o de gamuza.

## Juegos
Practicaban el juego de la pelota, muy difundido entre los pueblos mesoamericanos, que exigía fortaleza y habilidad. También gustaban de los juegos de azar, en los que apostaban sus pertenencias como mantas, adornos de concha o pieles.

## Colonización y matanza cultural de los cahítas
Los jesuitas transformaron el territorio cahíta para convertirlo en tierra de misiones o frontera estratégica de la expansión europea. Esta conversión del territorio trajo consigo el cambio del paisaje y de la geografía social. Los misioneros jesuitas modificaron el patrón de los asentamientos indígenas, que antes consistía en comunidades dispersas, por un modelo centralizador. Sin dejar la práctica tradicional de establecerse en las tierras ribereñas, la nueva tendencia fue la disminución del número de rancherías. Muchas de ellas se quemaron para poder reubicar a las poblaciones indias. Se utilizaron gran diversidad de métodos de convencimiento, desde los más sutiles hasta el uso de las armas.
La primera mitad del siglo XVII fue de relaciones pacíficas y de aceptación entre las naciones cahítas y los nuevos pobladores. Época de fervor religioso misional y de consolidación de la infraestructura jesuita. Con el establecimiento, de manera permanente, de más pobladores novohispanos, el territorio cahíta se convirtió en una región agrícola y ganadera, abastecedora no solo de los nuevos asentamientos fronterizos, sino también de los centros mineros cercanos, como el real de Álamos, en Sonora, o lejanos, como el Parral, en Chihuahua.
Conforme iniciaba el siglo XVIII, los cuestionamientos al sistema misional jesuítico aumentaron. Por un lado, los indígenas se quejaban de maltratos, vejaciones, falta de pago de salarios, de rechazo a la vida misional, de la falta de libertad de movimiento, entre otras cosas. Por otro lado, los choques con el obispado de Durango se vieron cada vez más agudizados por la falta de clérigos seculares en la región. Los levantamientos de los indios en la provincia de Nuevo México, o de los tarahumaras en las provincias vecinas, anticiparon los brotes de rebeldía y rechazo a la presencia española y novohispana en tierras cahítas, protagonizadas por yaquis, mayos y fuerteños.
Militares, autoridades reales y propietarios de ranchos y haciendas, cada vez con mayores argumentos, exteriorizaron el obstáculo en el que se habían convertido las misiones para un mayor poblamiento novohispano de la región, demandaron la secularización de las mismas, el reparto de tierras y que se permitiera a indios y pobladores novohispanos vivir mezclados. Esa demanda se convirtió en el hilo conductor de la política de poblamiento en todo el imperio, después de la Pragmática Sanción de 1767.

## Cahítas en la actualidad
Después de la conquista del noroeste del país, los cahítas desaparecieron por la propia guerra y por epidemias; los sobrevivientes se mezclaron con los españoles. Algunas de sus comunidades se convirtieron en actuales localidades de estados mexicanos, tales como Mocorito, Tamazula, Guasave, Nio, Chicorato, Ocoroni, Ahome, Mochicahui, Sinaloa y Choix, en Sinaloa, y Etchojoa, Masiaca, Bácum y Cócorit, en Sonora.
Los únicos pueblos indígenas cahítas actuales son los yaquis, que viven en el valle del río Yaqui, en el estado de Sonora, y los mayos, que viven en el valle del río Mayo (Sonora) y en el valle del río Fuerte (Sinaloa).

## Palabras de origen cahíta
- Ahome: palabra náhuatl que significa "Entre dos ríos".
- Badiraguato
- Choix. Héctor R. Olea afirma que proviene del cahíta y significa "lugar de brea o donde habitan los colectores de resina”.
- Guasave. Héctor R. Olea dice que Guasave es un vocablo cahíta, proviene de guaza, "cerco, sementera, labor de tierra o milpa", y ave, "al lado o junto". Este topónimo significa "lugar junto a las sementeras" o "sitio donde hay tierra de labor".
- Mocorito. Héctor R. Olea señala que es un vocablo cahíta, variante de "macori-to", compuesta de macuri, apócope de macorihui, una alteración de la voz macoyahuy, objetivo aplicado a una fracción de los indios mayos o gentes que hablan un dialecto (es decir, una variante) de la lengua cahíta; además, la posición to, que denota ubicación, lugar; el topónimo significa "lugar de gentes que hablan un dialecto de lengua cahíta o donde habitan los indios mayos o macoritos".
- Sinaloa. Del cahíta sina, que significa “pitahaya”, y lobola, "redonda", es decir: "pitahaya redonda", que es una planta de la familia de las cactáceas que abundan por estas tierras.
- Navolato. Es una voz híbrida del cahíta-náhuatl, de navo, "tuna o nopal"; del aztequismo la, "que procede de la abundancia", y la proposición to y significa "lugar donde hay tunas o nopales".[6]
- Navojoa. Proviene del mayo, de las raíces navo, "nopal", y jova, "casa"; significa, por lo tanto, "lugar o casa de nopal".
- Etchojoa. Proviene del mayo, de las raíces etzo, "cardón o cactus", conocido localmente como "echo", y jova, "habitación o casa". Significa, por lo tanto, "casas de cactus o echos".
- Bácum. Significa "lago" o "agua estancada", en la lengua yaqui.
- Onavas. Proviene de la lengua cahíta, de las raíces ona, "sal", y boa, "agua"; "agua salada".[6]

### Información general
- Texto sobre Sinaloa en la página web de la Biblioteca Digital del Instituto Latinoamericano de Comunicación Educativa (ILCE)
- Ortega Noriega, Sergio (1999) Breve historia de Sinaloa Fondo de Cultura Económica, ISBN 968-16-5378-5
- Enciclopedia de los municipios de México, Sinaloa
- "Cahitas" Entrada en http://elbibliote.com

### Publicaciones especializadas
- Acosta Félix, Andrés, "Cómo explicar la alternancia r l de préstamos cahitas en el español sonorense", Estudios de lingüística y filología hispánicas en honor de José G. Moreno de Alba. Ignacio Guzmán Betancourt y María del Pilar Máynez Vidal, Universidad Nacional Autónoma de México, México, 2003, pp. 197-207. Fonética y Fonología y Lexicología y Lexicografía. Español y Lenguas Mexicanas: Cahitas.
- Acosta Félix, Andrés, "El artículo lexicográfico en cuatro vocabularios coloniales del norte de México", Artes, vocabularios, doctrinas y confesionarios en lenguas de México, Coords. Andrés Acosta Félix, Zarina Estrada Fernández y Aarón Grageda. Universidad de Sonora, México, 2013, pp. 275-313. Historiografía Lingüística: Lingüística Misionera y Lexicología y Lexicografía. Lenguas Mexicanas: Cahitas; Eudeve; Tepehuano (O´dam).
- Acosta Félix, Andrés, Análisis metalexicográfico de vocabularios jesuitas de los siglos XVII y XVIII sobre lenguas del noroeste de México, Universidad de Sonora, Hermosillo, 2014. Tesis de Doctorado, asesora: Estrada Fernández, Zarina. Lexicología y Lexicografía: Diccionarios y Historiografía Lingüística: Lingüística Misionera. Lenguas Mexicanas: Cahitas y Español.
- Álvarez González, Albert y Rafael de Jesús Félix Quesada, "Morfología derivativa y variación lingüística en cahita", Estudios morfológicos, sintácticos, semánticos y de lingüística aplicada, Eds. Gerardo López Cruz y María del Carmen Morúa Leyva. Universidad de Sonora, Hermosillo, 2011, vol. 3, pp. 47-76. (Estudios Lingüísticos). Morfosintaxis y Sociolingüística. Lenguas Mexicanas: Cahitas.
- Álvarez González, Albert, "The evolution of grammatical nominalizations in Cahita Languages", Finiteness and Nominalization, Eds. Claudine Chamoreau y Zarina Estrada Fernández. John Benjamins Publishing Company, Amsterdam/Philadelphia, 2016, pp. 107-139. (Typological Studies in Language). Morfosintaxis. Lenguas Mexicanas: Cahitas.
- Alarcón, Amado, Lourdes Neri y Roland Terborg (coords.), Lengua española, contacto lingüístico y globalización, Universidad Nacional Autónoma de México-Centro de Enseñanza de Lenguas Extranjeras, México, 2015, 497 pp. Sociolingüística: Actitudes; Bilingüismo; Políticas Lingüísticas. Español, Lenguas Mexicanas: Mixe (Ayuuk); Totonaco; Cora; Cahitas; Guarijío; Guaycura; Maya; Yucateco (Variante del Maya); Mayo (Yoreme); Pápago (Tohono O´odham); Pericú; Tepimanas; Pima; Seri; Tarahumara (Rarámuri); Tepehuano (O´dam); Yaqui y Lenguas Europeas: Inglés; Catalán; Portugués.
- Buelna, Eustaquio (ed.), [1890], Arte de la lengua cahita, por un padre de la Compañía de Jesús , Pról. José G. Moreno de Alba, Siglo XXI, México, 1998. Historiografía Lingüística: Lingüística Misionera. Lenguas Mexicanas: Cahitas.
- Estrada Fernández, Zarina, "Los estudios lexicográficos de las lenguas índígenas", De la lengua por solo la extrañeza. Estudios de lexicología, norma lingüística, historia y literatura en homenaje a Luis Fernando Lara, Eds. Francisco Segovia, Klaus Zimmermann y María Eugenia Vázquez Laslop. El Colegio de México, México, 2011, vol. 1, pp. 173-191. Lexicología y Lexicografía y Historiografía Lingüística. Lenguas Mexicanas: Tepimanas; Pima Bajo; Eudeve; Tepehuano (O´dam); Tarahumara (Rarámuri); Cahitas.
- López Cruz, Gerardo y María del Carmen Morúa Leyva (eds.), Estudios morfológicos, sintácticos, semánticos y de lingüística aplicada, Universidad de Sonora, Hermosillo , 2011, vol. 3. (Estudios Lingüísticos). Morfosintaxis, Semántica, Lingüística Aplicada: Traducción, Lingüística y Educación, Lexicología y Lexicografía: Terminología, Análisis del Discurso y Psicolingüística: Adquisición y Desarrollo de L1 y L2. Español, Lenguas Mexicanas: Cahitas; Tepehuano (O´dam); Chuj; Huasteco (Teenek); Huichol (Wixárika) y Lenguas Amerindias: Toba.
- Gilberto López Castillo, El poblamiento en tierras de indios cahitas. Transformaciones de la territorialidad en el contexto de las misiones jesuitas 1590-1790, México, El Colegio de Sinaloa y Siglo XXI, 2010, 260 p.
- Gutiérrez Estrada, María Rebeca, Emergent identities and representations in ELT in minority language context in Northern Mexico, York University, Toronto, Ontario, Canadá, 2015. Tesis de Doctorado, asesora: Schecter, Sandra. Lenguas Mexicanas: Cahitas.
- Grageda, Aarón, Andrés Acosta Félix y Zarina Estrada Fernández (coords.), Artes, vocabularios, doctrinas y confesionarios en lenguas de México , Universidad de Sonora, México, 2013, 315 pp. (Colección Lingüística). Historiografía Lingüística: Lingüística Misionera. Lenguas Mexicanas: Purépecha (Tarasco); Náhuatl; Tarahumara (Rarámuri); Cahitas; Eudeve; Tepehuano (O´dam); Tepimanas; Pima Bajo.
- López Cruz, Gerardo y José Luis Moctezuma Zamarrón, "En torno a la dialectología cahita", Estudios de lingüística y sociolingüística. I Encuentro de Lingüística en el Noroeste, Comps. Gerardo López Cruz y José Luis Moctezuma Zamarrón. Instituto Nacional de Antropología e Historia-Universidad de Sonora, Hermosillo, 1994, pp. 221-274. Dialectología y Geografía Lingüística. Lenguas Mexicanas: Cahitas.
- Moctezuma Zamarrón, José Luis, "Diversidad lingüística y cultural en el noroeste de México durante la Colonia. El caso de las llamadas lenguas cahitas", Estructura, discurso e historia de algunas lenguas yutoaztecas, Coords. Ignacio Guzmán Betancourt y José Luis Moctezuma Zamarrón. Instituto Nacional de Antropología e Historia, México, 2007, pp. 115-125. (Colección Científica; 512. Serie Lingüística). Historiografía Lingüística y Sociolingüística. Lenguas Mexicanas: Cahitas.
- Moctezuma Zamarrón, José Luis, "Lenguas del norte de México. Las dinámicas del contacto y del conflicto", Lengua española, contacto lingüístico y globalización, Coords. Amado Alarcón, Lourdes Neri y Roland Terborg. Universidad Nacional Autónoma de México-Centro de Enseñanza de Lenguas Extranjeras, México, 2015, pp. 209-230. Historiografía Lingüística: Lingüística Misionera y Sociolingüística. Español y Lenguas Mexicanas: Mayo (Yoreme); Yaqui; Pápago (Tohono O´odham); Seri; Tarahumara (Rarámuri); Tepimanas; Pima; Guarijío; Tepehuano (O´dam); Pericú; Guaycura; Cahitas.
- Molina Landeros, Rosío del Carmen, "Los indigenismos en cinco vocabularios del septentrión novohispano", Artes, vocabularios, doctrinas y confesionarios en lenguas de México, Coords. Aarón Grageda, Andrés Acosta Félix y Zarina Estrada Fernández. Universidad de Sonora, México, 2013, pp. 227-258. Lexicología y Lexicografía: Diccionarios y Historiografía Lingüística: Lingüística Misionera. Lenguas Mexicanas: Cahitas; Eudeve; Tepimanas; Pima Bajo; Tepehuano (O´dam).
- Munguía Duarte, Ana Lidia, Constantino Martínez Fabián y Albert Álvarez González, "Un primer acercamiento histórico y lingüístico al Manual para administrar a los indios del idioma cahita los santos sacramentos", Artes, vocabularios, doctrinas y confesionarios en lenguas de México, Coords. Aarón Grageda, Andrés Acosta Félix y Zarina Estrada Fernández. Universidad de Sonora, México, 2013, pp. 167-204. Historiografía Lingüística: Lingüística Misionera. Lenguas Mexicanas: Cahitas.
- Munguía Zatarain, Irma, "El préstamo de las lenguas cahitas en el español del noroeste de México", Serie de Investigaciones Lingüísticas I, Coords. Irma Munguía Zatarain y José Lema Labadie. Unidad Académica Iztapalapa-Universidad Autónoma Metropolitana, México, 1995, pp. 125-136. Lexicología y Lexicografía: Préstamos. Español y Lenguas Mexicanas: Cahitas.
- Nansen Díaz, Eréndira y Francisco Almada Leyva, "Cuando las fuentes para la historiografía lingüística parecen no serlo", De Historiografía Lingüística e Historia de las lenguas. Actas del Primer Congreso de Historiografía Lingüística/Tercer Encuentro de Lingüística en Acatlán, Eds. Ignacio Guzmán Betancourt, María del Pilar Máynez Vidal y Ascensión Hernández de León-Portilla. Universidad Nacional Autónoma de México-Siglo XXI, México, 2004, pp. 169-186. Historiografía Lingüística. Lenguas Mexicanas: Cahitas; Mayo (Yoreme).